# القاعدة البحرية المرسى الكبير
القاعدة البحرية المرسى الكبير هي قاعدة بحرية جزائرية أُنشئت في عام 1937 خلال فترة الجزائر الفرنسية. تتكون من مجموعة من المنشآت العسكرية والبحرية في ميناء المرسى الكبير في ولاية وهران وهي القاعدة البحرية الجزائرية الرئيسية.

## التاريخ
كانت القاعدة البحرية في البداية عبارة عن ميناء روماني يُدعى بورتوس ديفينيس (ميناء الآلهة). تم احتلالها بانتظام من قبل الإسبان الذين استولوا عليها عام 1505 تحت حكم الكاردينال سيسنيروس واحتفظوا بها حتى عام 1792.
احتل الفرنسيون المرسى الكبير عام 1830، ثم قاموا بتوسيع الميناء وتجهيزه بمنارة سان أندريه (التي دمرت خلال الحرب العالمية الثانية).
في عام 1937، أنشأ أميرال الأسطول دارلان قاعدة بحرية للاحتفاظ بالبحر الأبيض المتوسط على الجانب الأفريقي. في وقت الهزيمة الفرنسية، في يونيو 1940، كان هناك سرب كبير في القاعدة.

## الهجوم على القاعدة البحرية عام 1940
في 3 يوليو 1940، ظهر سرب من البحرية الملكية أمام القاعدة البحرية ووجه إنذارًا نهائيًا إلى نائب الأدميرال جينسول، مما منحه الاختيار بين الانضمام إلى المملكة المتحدة، أو نزع سلاح السفن في ميناء المارتينيك أو إغراقها. رفض جينسول الخيارات الثلاثة وماطل من أجل كسب الوقت. لاحظت السفن البريطانية استعدادات السفن الفرنسية للإبحار، ففتحت النار وأغرقت البارجة بريتاني. تم إخراج الطراد القتالي دونكيرك والسفينة الحربية بروفانس والمدمرة موغادور التي لحقت بها أضرار جسيمة عن الخدمة. توفي 1297 بحارًا فرنسيًا في هذا القتال غير المتكافئ، لأن السفن الفرنسية، التي كانت في طور نزع سلاحها وترسو "بالقرب من الرصيف" على الرصيف، لم تتمكن من المناورة. بالنسبة إلى ونستون تشرشل، كان الأمر يتعلق بمنع الأسطول الفرنسي من الوقوع في أيدي الألمان. في مذكراته عن الحرب، يشرح تشرشل المعضلة الرهيبة التي واجهت الحكومة البريطانية، التي اعتادت منذ وصول هتلر إلى السلطة على عدم احترام الأخير التام لكل الاتفاقيات السابقة. الحكومة البريطانية، في انتظار محاولة غزو المملكة المتحدة - التي خطط لها الألمان تحت اسم "عملية أسد البحر" - في أعقاب الهزيمة الفرنسية، اعتبرت أنها لا تستطيع المخاطرة بتسليم حكومة متعاونة في فرنسا الأسطول. أصبح هتلر، مع الأساطيل الفرنسية والألمانية والإيطالية المشتركة، يشكل تهديدًا خطيرًا للبحرية الملكية. لكن الدولة الفرنسية لم تقطع علاقاتها مع المملكة المتحدة. برر ديغول فيما بعد هذا الهجوم البريطاني.

## استقلال الجزائر
سمحت اتفاقيات إيفيان الموقعة في 18 مارس 1962، والتي اعترفت باستقلال الجزائر، لفرنسا بالاحتفاظ بقاعدتها لمدة 15 عامًا، لكن فرنسا انسحبت بعد خمس سنوات فقط.

## القطع البحرية

### سفن الانزال والقيادة
- حاملة المروحية قلعة بني عباس.

### الغواصات الهجومية
ست غواصات صاروخية من طراز كيلو، دخلت الخدمة بين عامي 1987 و2019:
- رايس حاج مبارك
- رايس حاج سليمان
- مصالي الحاج

- أكرم باشا
- الونشريس
- الهقار

### فرقاطات
فرقاطتان فئة ميكو 200:
- الرادع
- المدمر

فرقاطتان فئة كوني:
- رايس كوليش
- رايس قورصو

### سفن أخرى
- زوارق دورية مختلفة
- زوارق مضادة للألغام
- زوارق برمائية
- زوارق الدعم والإمداد
- القاطرات